# Argyrolobium vaginiferum
Argyrolobium vaginiferum är en ärtväxtart som beskrevs av Hermann August Theodor Harms. Argyrolobium vaginiferum ingår i släktet Argyrolobium och familjen ärtväxter. IUCN kategoriserar arten globalt som livskraftig. Inga underarter finns listade i Catalogue of Life.